# Euristhmus microphthalmus
Euristhmus microphthalmus is een straalvinnige vissensoort uit de familie van koraalmeervallen (Plotosidae). De wetenschappelijke naam van de soort is voor het eerst geldig gepubliceerd in 2006 door Murdy & Ferraris.